# Aki-ku
Aki-ku (安芸区?) è uno degli otto quartieri amministrativi della città di Hiroshima, in Giappone.